# 奧羅諾 (緬因州普查規定居民點)
奧羅諾（英語：Orono）是位於美國緬因州佩諾布斯科特縣的一個普查規定居民點。

## 人口
根據2020年美國人口普查的數據，奧羅諾的面積為19.98平方千米，當中陸地面積為18.27平方千米，而水域面積為1.71平方千米。當地共有人口10185人，而人口密度為每平方千米509.76人。